# 9 octobre 1913

## Naissances
- Jack Ragland (mort le 14 juin 1996), joueur américain de basket-ball
- John Guedel (mort le 15 décembre 2001), producteur et scénariste américain
- William Donald Borders (mort le 19 avril 2010), archevêque américain
- Simon Goldberg (mort le 18 mai 1985), sculpteur et graveur français

## Décès
- Petrus Jacobus Franciscus Vermeulen (né le 11 janvier 1847), homme politique néerlandais

## Autres événements
- Taïmur ibn Faïsal devient sultan d'Oman
- Guillaume Forbes est consacré évêque
- Mise en service du premier central téléphonique automatique français à Nice